# Ordem terceira
As Ordens terceiras são associações de leigos católicos, vinculadas às tradicionais ordens religiosas medievais, em particular às dos franciscanos, carmelitas e dominicanos. Reúnem-se em torno à devoção de seu santo padroeiro. Espalharam-se pela América através dos colonizadores e foram um elemento importante na vida social da América portuguesa e espanhola.

## Ordens terceiras no Brasil
As ordens terceiras são um tipo de confraria, ou seja, uma associação de leigos que se reúnem em torno da devoção de um santo. Distinguem-se das irmandades por estarem associadas às ordens religiosas da Idade Média.
Durante a colonização do Brasil, várias ordens religiosas se estabeleceram na colônia. As que mais tiveram influência foram os beneditinos, carmelitas, franciscanos, capuchinhos e os jesuítas. As ordens terceiras mais atuantes no Brasil foram a Ordem Terceira do Carmo e a Ordem Terceira de São Francisco da Penitência, hoje Ordem Franciscana Secular. De forma semelhante às irmandades, estas ordens eram organizadas e dirigidas pelos leigos, cabendo aos religiosos o papel de orientação espiritual.
Durante o ciclo do ouro no Brasil, algumas ordens terceiras tornaram-se ricas, patrocinando a construção de igrejas barrocas.

### Ordem Franciscana Secular

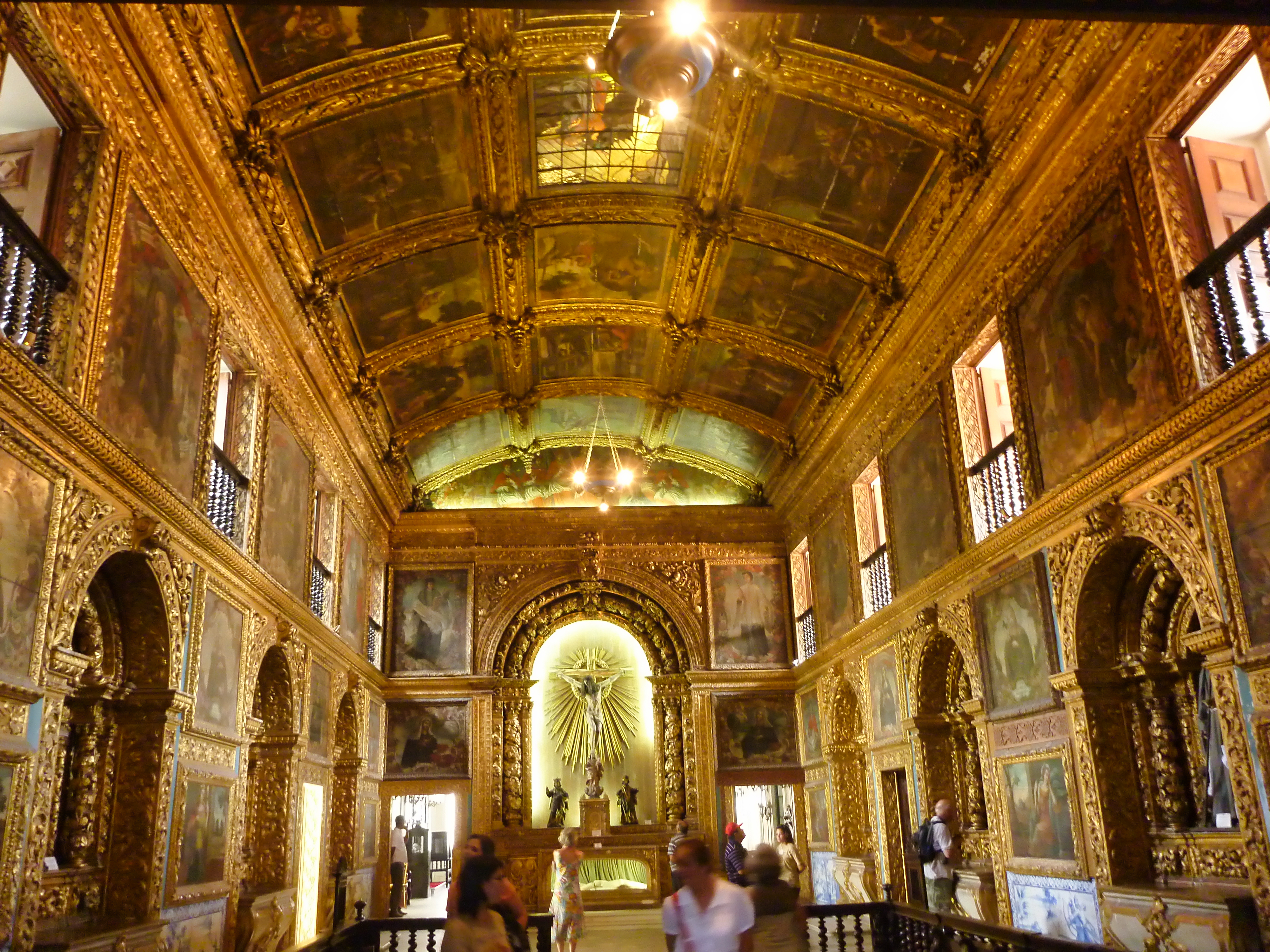
A Capela Dourada, no Recife, foi erguida por iniciativa dos Irmãos da Venerável Ordem Terceira de São Francisco das Chagas.

A primeira organização da Ordem Franciscana Secular no Brasil surgiu em Olinda no século XVI e por muito tempo foi denominada Ordem Terceira de São Francisco da Penitência.

### Ordem Terceira do Carmo
A primeira confraria da Ordem Terceira do Carmo no Brasil surgiu na cidade de Santos, em 1602, dando origem em 1697 à Venerável Ordem Terceira de Nossa Senhora do Monte Carmelo.
O fundador da primeira agremiação da Ordem Terceira do Carmo na Bahia foi o comerciante Pedro Alves Botelho, em Salvador no ano de 1636.
Também no século XVII, esta ordem religiosa se fez presente no Rio de Janeiro e em Pernambuco.
A Ordem Terceira do Carmo chega a Mariana, Minas Gerais em meados do século XVIII.

### Ordem Terceira de São Domingos

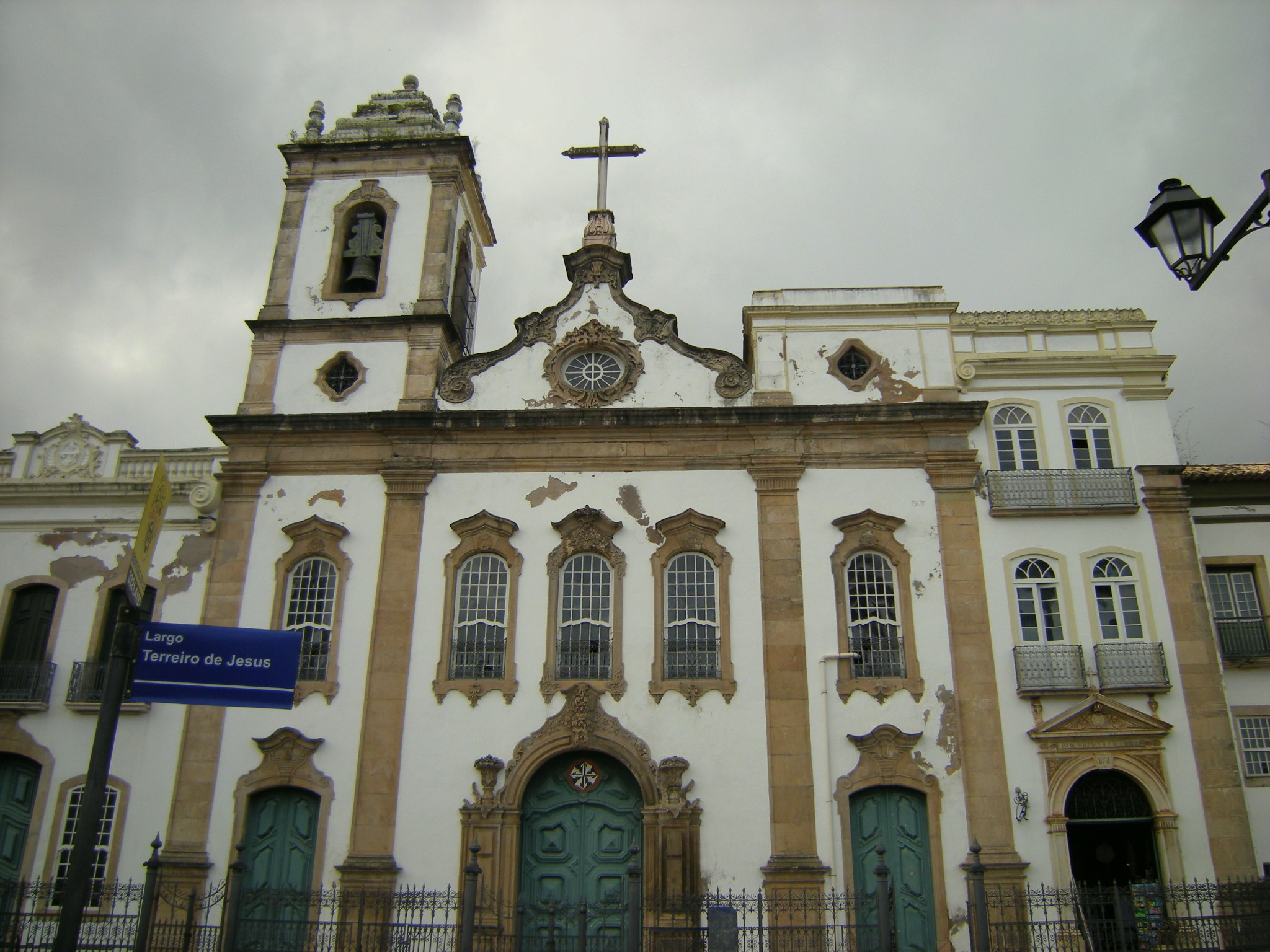
A Igreja da Ordem Terceira de São Domingos, no Terreiro de Jesus, em Salvador.

Embora os frades dominicanos só tenham se estabelecido no Brasil no século XIX, a Ordem Terceira de São Domingos já se estabelecera na Bahia na primeira metade do século XVIII, através do missionário dominicano português Frei Gabriel Batista.